# Rudolf Hildebrand
Rudolf Hildebrand (20. května 1886 Klagenfurt am Wörthersee – 30. května 1947 Klagenfurt am Wörthersee) byl německy mluvící architekt působící v Praze.

## Život
Po studiu architektury ve Štýrském Hradci pokračoval ve studiu v Mnichově u učitelů Paula Thiersche, Carla Hochedera a zejména Theodora Fischera. Pak pracoval v architektonických kancelářích Otho Orlando Kurz v Mnichově a Max Wöhler v Düsseldorfu. Od května 1913 působil jako soukromý asistent profesora Karla Jaraye na Německé technické univerzitě v Praze.
Na začátku války v roce 1914 se zapsal do dobrovolnického cyklistického praporu ve Štýrském Hradci, přišel na ruskou frontu jako nadporučík, a poté po vstupu Itálie do války také na frontu italskou. V červenci 1918 byl propuštěn z vojenské služby, což pomohl zařídit jeho spolupracovník Karl Jaray výměnou za spolupráci na projektu plicní nemocnice.
Po válce byl opět soukromým asistentem na katedře prof. Jaraye a šéfem jeho architektonické kanceláře po dobu osmi let. Hlavními klienty ateliéru byly Česká eskomptní banka a pražské pobočky Vienna Creditanstalt a Anglobank.
V roce 1919 se oženil s Else Schedlbauer (1892–1973), pocházející z pražské německé rodiny. Společně měla dva syny: Hannese a Ernsta.
Když se Karl Jaray v roce 1926 přestěhoval do Vídně, Rudolf Hildebrand převzal jeho architektonickou kancelář včetně rozpracovaných zakázek a některých zaměstnanců. Pracoval pak jako samostatný architekt s rakouským občanstvím a sídlem v Praze. V letech 1928 až 1932 znovu navázal na spolupráci s Karlem Jarayem, konkrétně v projektu České eskomptní banky v Praze Na Příkopě.
Jeho architektonická práce pokračovala až do konce války v květnu 1945, kdy musel kvůli politické situaci se svým synem Ernstem opustit Prahu a odejít do Bavorska. V tuberkulózním sanatoriu v Ambergu pak sepsal knihu svých vzpomínek. Před smrtí se vrátil do svého rodiště v Gottesbichlu u Klagenfurtu, kde zemřel v roce 1947.

## Dílo
Rudolf Hildebrand byl dvorním architektem společnosti Julius Meinl. Realizoval pro ni v Praze několik projektů, např.
- centrální budova společnosti v Praze-Libni, Královská tř., nynější Sokolovská, čp. 867
- a poté přestavba a rozšíření této centrální budovy o výrobní a skladové prostory; komplex byl poté těžce poškozen při bombardování Prahy 25. března 1945[2]; byl opraven, ale později obtížně hledal využití a začátkem roku 2023 byl zbourán

Mezi další realizace patří:
- nový palác České eskomptní banky - společně s Karlem Jarayem a Josefem Sakařem a vídeňskými projektanty Ernstem von Gotthilfem a A. von Neumannem
- činžovní dům v Kamenické ulici v Praze – Holešovicích
- pobočky Agrární úvěrové banky v Benešově a Berouně
- pobočka České eskomptní banky v České Kamenici – navržená ve stylu Karla Jaraye
- rozšíření české továrny Glanzstoff postavené v roce 1924 Jarayem v Lovosicích
- lahůdky Josef Lippert v domě U Černé Růže v Praze Na Příkopě – rekonstrukce staršího objektu
- vila pro vdovu po řediteli Union banky na Hřebenkách na Smíchově
- adaptace hotelu Starý Ungelt u Týnského chrámu v Praze
- vila pro pana Fiedlera v Krči u Prahy
- a další

## Galerie

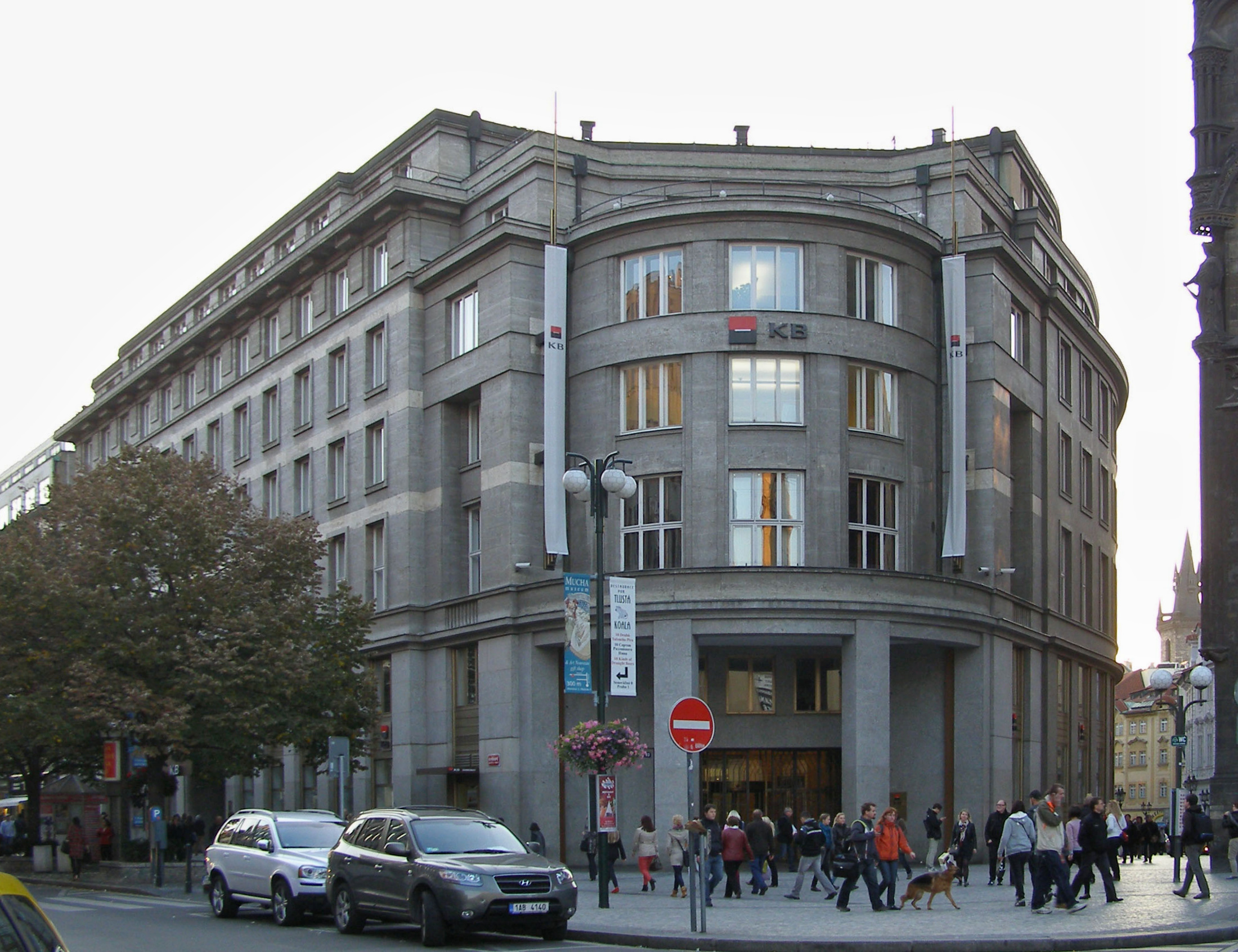
Eskomptní banka v Praze Na Příkopě
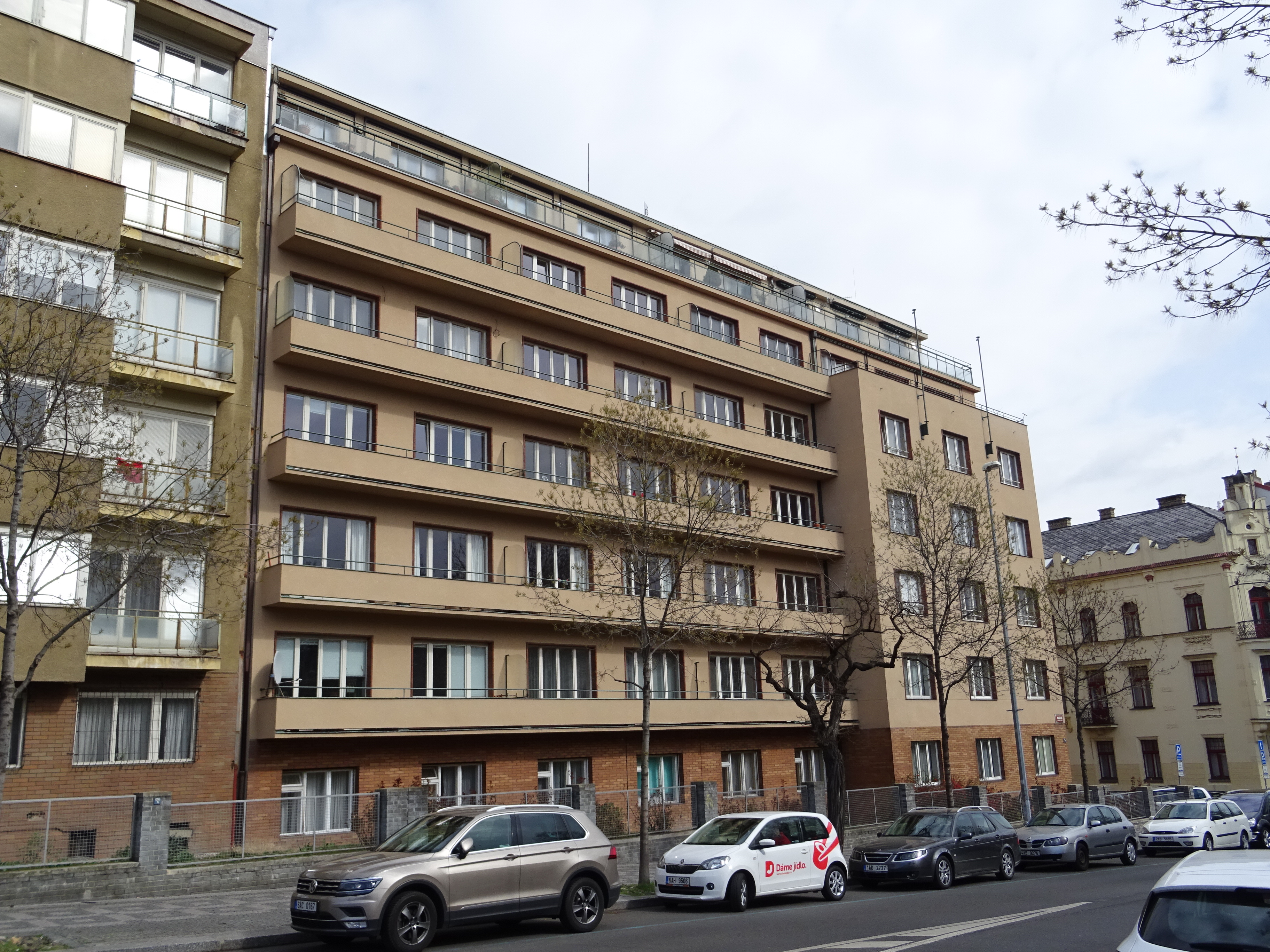
Činžovní dům v Holešovicích – nápadné linie balkónů
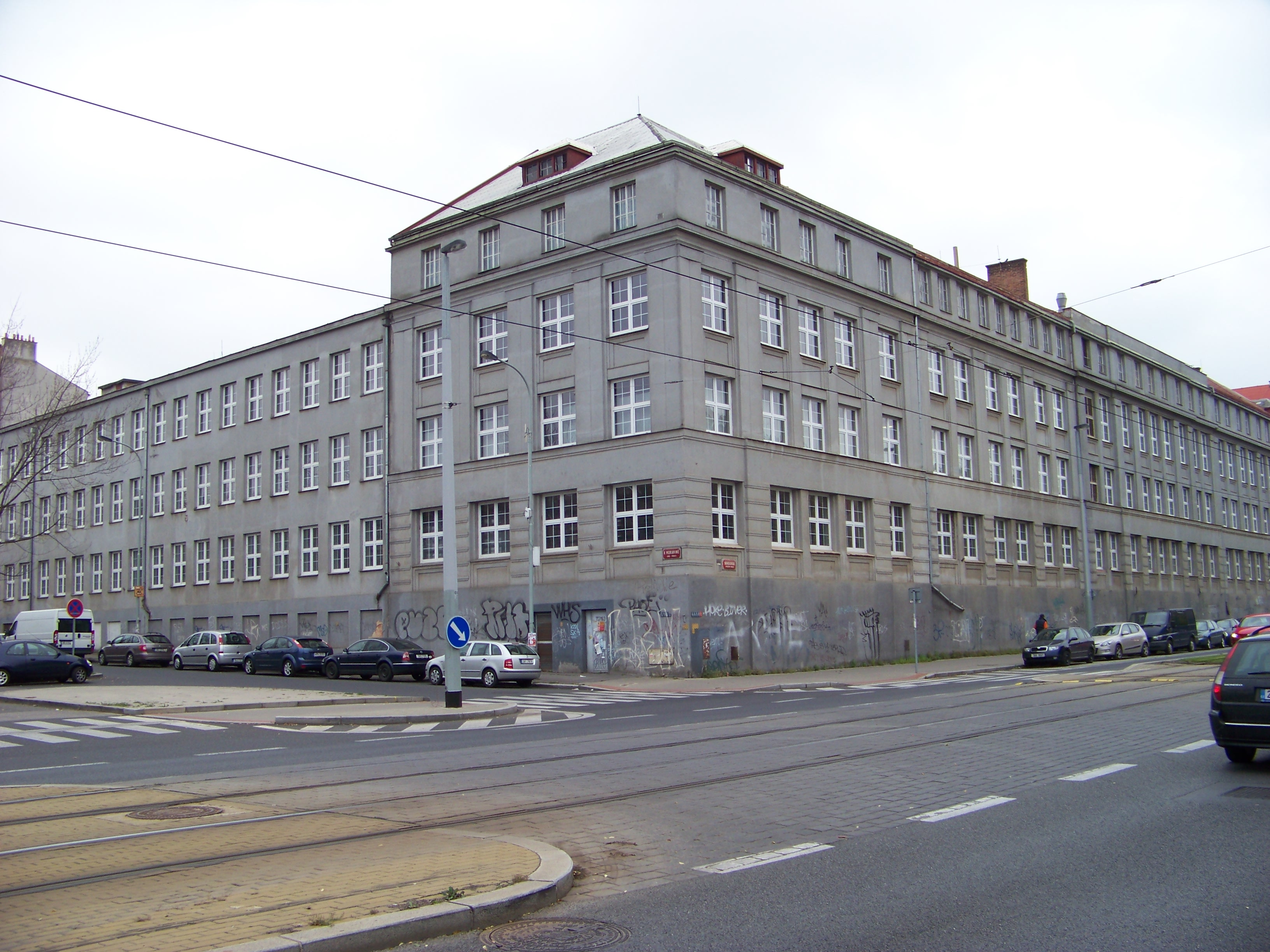
Bývalá centrála firmy Julius Meinl v Praze-Libni